# Tony Newton (Politiker)
Antony Harold Newton, Baron Newton of Braintree OBE PC (* 29. August 1937 in Harwich, Essex; † 25. März 2012) war ein britischer Politiker (Conservative Party).

## Karriere
Nach dem Besuch der Friends School Saffron Walden studierte er am Trinity College der Universität Oxford.
Seine politische Laufbahn begann Newton 1974, als er als Kandidat der Conservative Party erstmals zum Abgeordneten in das Unterhaus (House of Commons) gewählt wurde. Dort vertrat er bis 1997 den Wahlkreis Braintree.
Nach dem Wahlsieg der Tories bei den Unterhauswahlen im Mai 1979 wurde er zunächst Assistent Whip und damit Assistent des Parlamentarischen Geschäftsführers der Fraktion der Conservative Party im Unterhaus. Danach war er zwischen 1981 und 1982 Lord Commissioner of the Treasury und wechselte danach ins Ministerium für soziale Sicherheit. Dort war er zunächst Parlamentarischer Unterstaatssekretär, im Anschluss von 1984 bis 1986 Staatsminister für soziale Sicherheit und Menschen mit Behinderungen sowie zuletzt von 1986 bis 1988 Staatsminister für Gesundheit.
1988 wurde er von Premierministerin Margaret Thatcher als Chancellor of the Duchy of Lancaster erstmals in ein Kabinett berufen. Nach einer Regierungsumbildung 1989 wurde er von Thatcher zum Minister für soziale Sicherheit ernannt und übte dieses Amt auch unter Thatchers Nachfolger John Major bis 1992 aus.
Bei einer Kabinettsumbildung wurde er 1992 Lord President of the Council und war als solcher zugleich bis 1997 Mehrheitsführer im Unterhaus (Leader of the House of Commons).
Newton, der auch Officer des Order of the British Empire war, wurde nach seinem Ausscheiden aus dem Unterhaus am 31. Oktober 1997 als Baron Newton of Braintree, of Coggeshall in the County of Essex, zum Life Peer ernannt und somit auch Mitglied im Oberhaus (House of Lords).